# Curación de la mujer encorvada

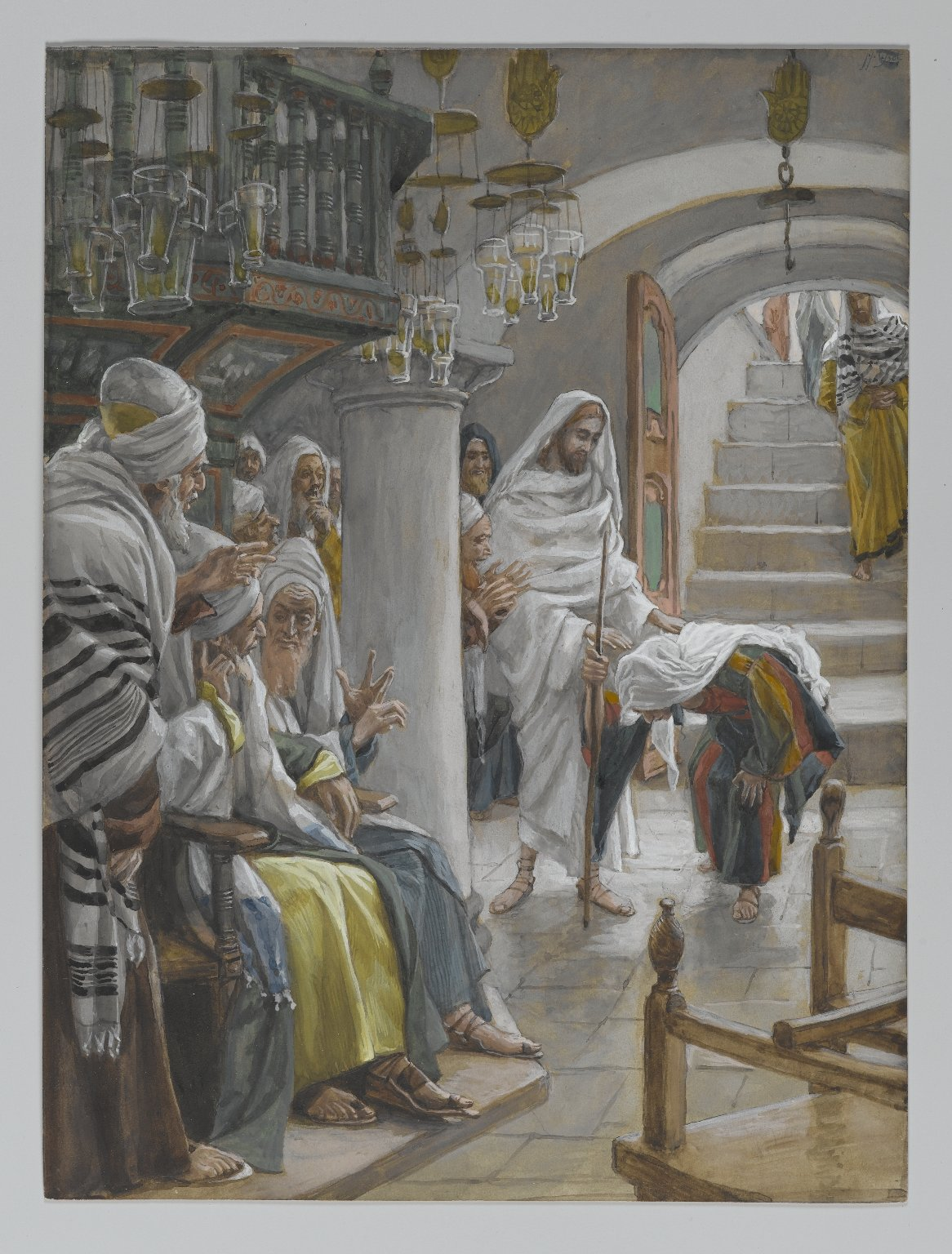
Cristo curando a una mujer enferma, por James Tissot, 1886–1896.

La curación de la mujer encorvada es uno de los  milagros que realizó Jesús de Nazaret según se relata en el Evangelio de Lucas [Lucas 13: 10–17], parte del canon bíblico cristiano.

## Texto bíblico
Un sábado estaba enseñando en una de las sinagogas. Y había allí una mujer poseída por un espíritu, enferma desde hacía dieciocho años, y estaba encorvada sin poder enderezarse de ningún modo. Al verla Jesús, la llamó y le dijo: —Mujer, quedas libre de tu enfermedad. Y le impuso las manos, y al instante se enderezó y glorificaba a Dios. Tomando la palabra el jefe de la sinagoga, indignado porque Jesús curaba en sábado, decía a la muchedumbre: —Hay seis días para trabajar; venid, pues, en ellos a ser curados, y no un día de sábado. El Señor le respondió: —¡Hipócritas!, cualquiera de vosotros ¿no suelta del pesebre en sábado su buey o su asno y lo lleva a beber? Y a ésta, que es hija de Abrahán, a la que Satanás ató hace ya dieciocho años, ¿no había que soltarla de esta atadura aun un día de sábado? Y cuando decía esto, quedaban avergonzados todos sus adversarios, y toda la gente se alegraba por todas las maravillas que hacía.

## Interpretación de la Iglesia católica
En otros lugares de los evangelios (cfr 6,6-11; 14,1-6; Mt 12,9-14; Mc 3,1-6) se relatan episodios semejantes a éste: Jesús cura en sábado poniendo de manifiesto la grandeza de su proceder divino y la pequeñez de quienes le acusaban por ello. Aquí se añade un nuevo aspecto: el sábado (cfr Ex 20,11; 23,12) lo bendijo Dios y lo dio al hombre para que descansara; por tanto es día de alabanza a Dios y de alegría: de ahí la conveniencia de curar a aquella mujer en sábado (v. 16). La alegría de la gente, notada por el evangelista (v. 17), confirma la finura del razonamiento de Jesús. Es lícito hacer el bien aunque sea  sábado.